# 찰스 로븐
찰스 로븐(영어: Charles Roven, 1949년 4월 1일 ~ )는 미국의 영화 프로듀서로, 워너 브라더스의 영화들의 제작을 맡았다. 애틀러스 엔터테인먼트의 창립자이다.

## 제작 작품 목록
- 시티 오브 엔젤(1998)
- 천사들의 도시(1998)
- 스쿠비 두(2002)
- 배트맨 비긴즈(2005)
- 그림 형제: 마르바덴 숲의 전설(2005)
- 뱅크 잡(2008)
- 겟 스마트(2008)
- 다크 나이트(2008)
- 인터내셔널(2009)
- 시즌 오브 더 위치(2011)
- 다크 나이트 라이즈(2012)
- 맨 오브 스틸(2013)
- 아메리칸 허슬(2013)
- 배트맨 대 슈퍼맨: 저스티스의 시작(2016)
- 워크래프트: 전쟁의 서막(2016)
- 더 그레이트 월(2016)
- 수어사이드 스쿼드(2016)
- 원더우먼(2017)
- 저스티스 리그 (2017)
- 트리플 프런티어 (2019)
- 스쿠비! (2020)
- 원더 우먼 1984 (2020)
- 잭 스나이더의 저스티스 리그 (2021)
- 더 수어사이드 스쿼드 (2021)
- 언차티드 (2022)
- 오펜하이머 (2023)